# Ellipsoglandulina
Ellipsoglandulina es un género de foraminífero bentónico de la subfamilia Ellipsoidininae, de la familia Ellipsoidinidae, de la superfamilia Pleurostomelloidea, del suborden Buliminina y del orden Buliminida. Su especie tipo es Ellipsoglandulina laevigata. Su rango cronoestratigráfico abarca desde el Turoniense (Cretácico superior) hasta la Actualidad.

## Discusión
Clasificaciones previas incluían Ellipsoglandulina en la subfamilia Pleurostomellinae de la familia Pleurostomellidae, y en el suborden Rotaliina del orden Rotaliida.

## Clasificación
Ellipsoglandulina incluye a las siguientes especies:
- Ellipsoglandulina antillea
- Ellipsoglandulina bensoni
- Ellipsoglandulina compacta
- Ellipsoglandulina concinna
- Ellipsoglandulina fantinii
- Ellipsoglandulina feifeli
- Ellipsoglandulina fragilis
- Ellipsoglandulina glabra
- Ellipsoglandulina labiata
  - Ellipsoglandulina labiata var. ciofaloi
- Ellipsoglandulina laevigata
- Ellipsoglandulina manifesta
- Ellipsoglandulina obesa
- Ellipsoglandulina strobiformis
- Ellipsoglandulina varsoviensis
- Ellipsoglandulina velascoensis